# 滨海科维尔
滨海科维尔（法語：Cauville-sur-Mer，法語發音：[kovil syʁ mɛʁ]）是法国滨海塞纳省的一个市镇，属于勒阿弗尔区。

## 地理
滨海科维尔（49°35'43"N, 0°7'45"E）面积11.19 平方千米，位于法国诺曼底大区滨海塞纳省，该省份为法国北部沿海省份，其西部及北部濒大西洋英吉利海峡，东起顺时针与索姆省、瓦兹省、厄尔省和卡爾瓦多斯省接壤。
与滨海科维尔接壤的市镇（或旧市镇、城区）包括：丰特奈、厄克维尔、马讷维莱特、滨海奥克特维尔、圣茹安-布吕讷瓦勒。

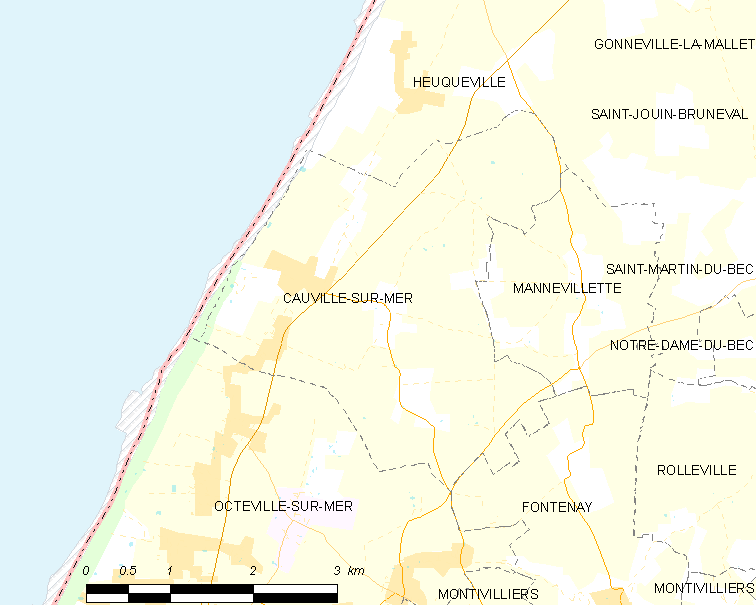
滨海科维尔的OSM定位图

滨海科维尔的时区为UTC+01:00、UTC+02:00（夏令时）。

## 行政
滨海科维尔的邮政编码为76930，INSEE市镇编码为76167。

## 政治
滨海科维尔所属的省级选区为滨海奥克特维尔县。

## 人口

1962-2008年间滨海科维尔人口变化图示

滨海科维尔于2022年1月1日时的人口数量为1679人。